# Adolf Šimperský
Adolf Šimperský (Praga, 5 agosto 1909 – 15 febbraio 1964) è stato un calciatore cecoslovacco, di ruolo centrocampista.

## Palmarès

### Club

#### Competizioni nazionali
- Campionato cecoslovacco: 7

Sparta Praga: 1928-1929, 1929-1930, 1930-1931, 1932-1933, 1933-1934, 1934-1935, 1936-1937